# Johann Joseph Hackl (Bildhauer)

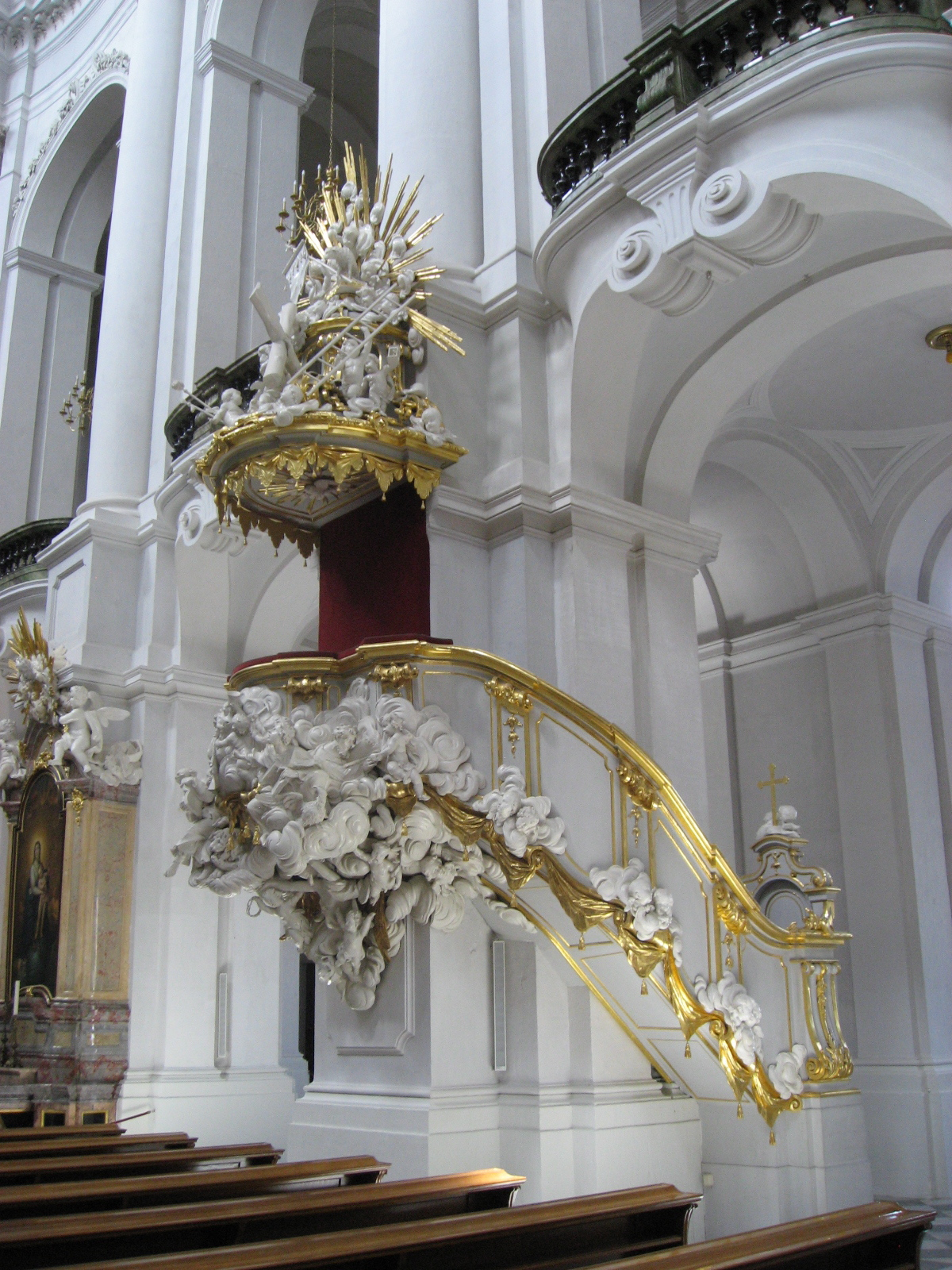
Kanzel in der Dresdner Hofkirche

Johann Joseph Hackl (* um 1710; † 12. November 1785 in Wurzen) war ein Holzbildhauer am Hof des sächsischen Kurfürsten in Dresden.
Hackl wurde im Jahre 1737 von Gaetano Chiaveri aus Prag nach Dresden geholt, um am Bau der Katholischen Hofkirche mitzuwirken. Von ihm stammt wahrscheinlich auch die Dekoration einer Teeschale aus Meissener Porzellan, die im Britischen Museum in London aufbewahrt wird. Ob die Schale in Folge der Auseinandersetzung Hackels 1748–49 mit dem damaligen britischen Agenten Friedrich de Laurence nach London kam, ist nicht geklärt.
Im Jahr 1741 wurde Hackl zum Hofbildhauer in Dresden ernannt. Gemeinsam mit Joseph Deibel fertigte er die Kirchenausstattung. So baute er im Jahr 1750 den Schalldeckel der von Balthasar Permoser geschaffenen Kanzel in der Hofkirche. Er fertigte den Prospekt der Orgel von Gottfried Silbermann sowie das Beichtgestühl.
Des Weiteren errichtete Hackl die Innenausstattung der Kapelle „Zum Heiligen Kreuz“ im Taschenbergpalais sowie im Palais Brühl.